# Stromatopteridaceae
Stromatopteridaceae is een voormalige familie van varens uit de orde Gleicheniales. Deze zijn sinds enkele jaren opgenomen in de familie Gleicheniaceae.
Voor de kenmerken van deze familie, zie aldaar.